# أوسوغبو
أوسوغبو (المعروفة أيضًا باسم أووغبو ، ونادرا ما باسم أوشوجبو ) هي مدينة في نيجيريا . أصبحت عاصمة ولاية أوسون في عام 1991.  تضم مدينة أوسوجبو المقر الرئيسي لكل من منطقة الحكومة المحلية أوسوغبو (الواقعة في منطقة أوك-بالي) ومنطقة الحكومة المحلية أولوروندا (الواقعة في منطقة إيجبونا).  وتبعد حوالي 88 كيلومترا عن طريق البر شمال شرق إبادان . كما تبعد 108 كيلومتر (67 ميل) عن طريق البر جنوب إيلورين (العاصمة وأكبر مدينة في ولاية كوارا ) و 108 كيلومتر (67 ميل) شمال غرب أكوري .  تشترك أوسوجبو في الحدود مع إيكيرون، وإليسا، وإيدي، وإيجبيدور، وأوغبوموشو، وإيراغبيجي، ويمكن الوصول إليها بسهولة من أي جزء من الولاية بسبب طبيعتها المركزية.  تبعد حوالي 48 كم من إيفي، 32 كم من إليسا، 46 كم من ايوو، 48 كم من إيكير و 46كم من ايلا أورانجون. بلغ عدد سكان المدينة حوالي 500.000 نسمة ومساحة الأرض التقريبية 2875 كم.  الرمز البريدي للمنطقة هو 230. 

## البنية التحتية والتركيبة السكانية

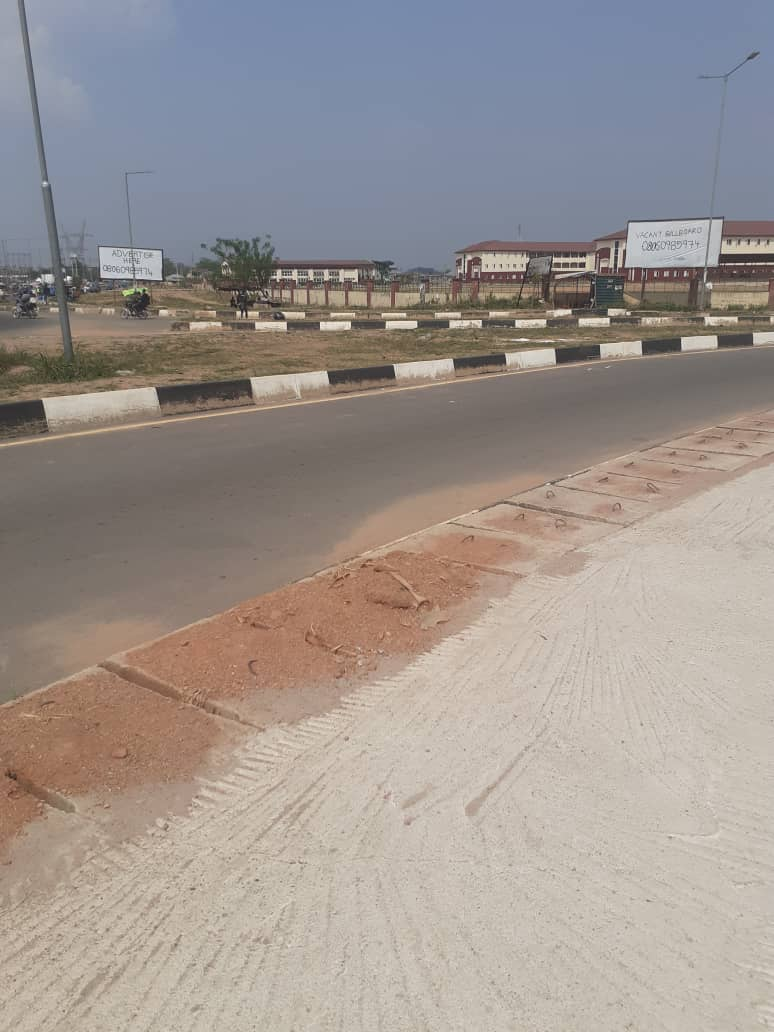
صورة لطريق الملعب القديم في أوشوغبو

تقع أوسوغبو على خط السكة الحديد من لاغوس  إلى كانو . تشتهر بمدرسة أوسوغبو للفنون [الإنجليزية] ومبنى سوق أوجا أوبا [الإنجليزية] ، الذي يقال إنه قصر أوبا السابق، على بعد ياردات من مسجد أوسوغبو الكبير.
تعد أسوغبو المركز التجاري لمنطقة زراعية . تتم زراعة المنتجات الزراعية مثل البطاطا والكسافا والحبوب والتبغ . يزرع القطن ويستخدم في نسج القماش. كما أنها موطن للعديد من الفنادق وملعب لكرة القدم بسعة 10000 وفريق دوري محترف من الدرجة الثانية.
ينتمي معظم السكان إلى مجموعة اليوروبا العرقية. في عام 1988، كان حوالي 27% من السكان يعملون في الزراعة كمهنة أساسية لهم، و8% كانوا تجارًا وحوالي 30% كتبة ومعلمين.

## ثقافة
تسمى أوسوجبو أحيانًا باسم "إيلو أرو" (موطن ربطات العنق والصبغ)، وتعد مركزًا رئيسيًا للصباغة.  تعد الصناعة التقليدية إحدى الصناعات الرئيسية في أوسوجبو وتشمل الأنواع المختلفة من الأدير في أوسوجبو مثل الرافية أدير مانع، و أونيكو ، وستيتش ريزيست- أدير ألابير ، ومقاومة النشا- أدير إليكو ، والشمع الباتيك- أدير ألابيلي .  كما بدأت العدد من الصناعات في الظهور بعد الاستقلال، ولا سيما المؤسسات الصغيرة العاملة في مجال النسيج وصناعة الرغوات وأقلام الرصاص . أصبحت أوسوجبو مركزًا رئيسيًا للتنمية الصناعية من قبل حكومة نيجيريا خلال السبعينيات. أوسوجبو هي أيضًا موطن طفولة الممثل والكاتب المسرحي دورو لاديبو  والعالم المسلم الشيخ أبو عبد الله أديلابو .
أوسوغبو هي مكان إقامة مهرجان أوسون-أوسوجبو السنوي على طول نهر أوسون . ويتمحور المهرجان حول البستان المقدس لإلهة النهر أوسون،  وهو أحد مواقع التراث العالمي لليونسكو . 
تعد المدينة أيضًا موطنًا للعديد من المجموعات والجمعيات التقدمية، مثل اتحاد أحفاد أوسوغبو التقدمي (ODPU؛ اتحاد أوسوغبو التقدمي سابقًا - OPU)، ونادي مباري مبايو للكتاب والفنانين والموسيقيين الأفارقة،  مبادرة محترفي أوسوغبو (OPI)، وشؤون أوسوجبو، ومجموعة عمل تنمية أوسوغبو (ODAG)، واتحاد طلاب أوسوغبو الوطني (ONSU)، ونادي أوروكي الاجتماعي (OSC)، ومبادرة مشروع قصر أتاوجا (APPI)، ومنظمة شركاء أوسوغبو المتحدة ومنظمة نادي إيجبونا التقدمي. 

## الفيضانات
لم يكن لدى مواطني أوسوجبو وإيرين أوسون وإيلوبو، على وجه الخصوص، أي فكرة عما يخبئه لهم القدر عندما ضربت عاصفة ممطرة يوم الثلاثاء 3 أغسطس 2021.
وعلى النقيض من الفيضانات السابقة التي شهدتها الولاية، والتي سبقها تحذير من وكالة الأرصاد الجوية النيجيرية، فقد ضربت الأمطار الغزيرة التي استمرت قرابة 8 ساعات مثل اللص في الليل، وخلفت حكايات من الحزن والدموع والدماء بحلول الصباح. وكانت عاصمة الولاية، أوسوغبو، هي الأكثر تضرراً، في حين امتدت الأضرار أيضاً إلى العديد من المجتمعات الأخرى. تعد مناطق إيبو-آمو، وأوكي-أرونغبو، وأوكي-آيبي، وباورلاين، وغبونمي، وأوكي-بالي، وأوباليندي، وأوباتي، وأوكي-أونيتي أليكوودو، وأوكي أويسين في إيرين-أوسون من أكثر المناطق تضررا بفياضانات نهر أوسون، وتيار أويسين، وتيار أوبو حين يطفوان على حدودهما. 

## المناخ
تتمتع أوسوغبو بمناخ استوائي مع هطول الأمطار ويبلغ متوسط درجة الحرارة السنوية 25.5 درجة مئوية (77.8 درجة فهرنهايت) و1361 ملم (53.6 بوصة) من الأمطار. 
| البيانات المناخية لـ{{{location}}} | البيانات المناخية لـ{{{location}}} | البيانات المناخية لـ{{{location}}} | البيانات المناخية لـ{{{location}}} | البيانات المناخية لـ{{{location}}} | البيانات المناخية لـ{{{location}}} | البيانات المناخية لـ{{{location}}} | البيانات المناخية لـ{{{location}}} | البيانات المناخية لـ{{{location}}} | البيانات المناخية لـ{{{location}}} | البيانات المناخية لـ{{{location}}} | البيانات المناخية لـ{{{location}}} | البيانات المناخية لـ{{{location}}} | البيانات المناخية لـ{{{location}}} |
| الشهر                              | يناير                              | فبراير                             | مارس                               | أبريل                              | مايو                               | يونيو                              | يوليو                              | أغسطس                              | سبتمبر                             | أكتوبر                             | نوفمبر                             | ديسمبر                             | المعدل السنوي                      |
| ---------------------------------- | ---------------------------------- | ---------------------------------- | ---------------------------------- | ---------------------------------- | ---------------------------------- | ---------------------------------- | ---------------------------------- | ---------------------------------- | ---------------------------------- | ---------------------------------- | ---------------------------------- | ---------------------------------- | ---------------------------------- |
| [بحاجة لمصدر]                      |                                    |                                    |                                    |                                    |                                    |                                    |                                    |                                    |                                    |                                    |                                    |                                    |                                    |

## التلوث
يستقطب المهرجان السنوي الإحتفالي في أوسوغبو عاصمة ولاية أوسون الكثير من عشاق الثقافة من جميع أنحاء العالم.
تلوث نهر أوسون يثير مخاوف أصحاب الشأن حيال مهرجان هذا العام مما جعل الخبراء يعتبرون هذا النهر غير صالح للاستخدام البشري.
الآثار الصحية المترتبة على استهلاك مياه النهر التي يقال إنها تحتوي على معادن ثقيلة وسيانيد مما يسبب مخاوف كبيرة تتعلق بالسلامة في أوسوغبو. 

## تاريخ
1. ↑  GeoNames (بالإنجليزية), 2005, QID:Q830106
2. 1 2 3  Jiboye, Adesoji David (1 Mar 2014). "Significance of house-type as a determinant of residential quality in Osogbo, Southwest Nigeria". Frontiers of Architectural Research (بالإنجليزية). 3 (1): 20–27. DOI:10.1016/j.foar.2013.11.006. ISSN:2095-2635.
3. ↑  Akpootu، D. O.؛ Rabiu، A. M. (15 نوفمبر 2019). "Empirical Models for Estimating Tropospheric Radio Refractivity Over Osogbo, Nigeria". The Open Atmospheric Science Journal. ج. 13 ع. 1: 43–55. DOI:10.2174/1874282301913010043. مؤرشف من الأصل في 2023-10-05.
4. 1 2  "Osogbo | Location, History, Facts, & Population". Encyclopedia Britannica (بالإنجليزية). Archived from the original on 2023-10-05. Retrieved 2020-05-29.
5. ↑  "Post Offices- with map of LGA". NIPOST. مؤرشف من الأصل في 2012-11-26. اطلع عليه بتاريخ 2009-10-20.
6. ↑  Fidelis, Abigail (23 Aug 2018). "Osun state: facts, numbers, peculiarities". Legit.ng - Nigeria news. (بالإنجليزية). Archived from the original on 2023-10-05. Retrieved 2021-06-25.
7. ↑  "VisitNigerianow - 📸📝 @artbeatblaze O S O G B O Osogbo, sometimes called "Ile Aro" (home of dyeing), is a major dyeing center.The traditional industry is one of the major industries of Osogbo and the different types of Adire in Osogbo includes Raffia Resist-Adire Oniko, Stitch Resist-Adire Alabere, Starch Resist-Adire Eleko, Wax Batik-Adire Alabele. Osogbo, Osun State. Brown Roof Cities. #visitnigerianow #visitnigeria #explorenigeria #vnnmovement #visitosun #exploreosun #vnnmovementosun #osunstate | Facebook". ms-my.facebook.com (بالملايوية). Archived from the original on 2023-10-05. Retrieved 2022-07-20.
8. ↑  "Duro Ladipo | Nigerian dramatist and composer". Encyclopedia Britannica (بالإنجليزية). Archived from the original on 2023-10-05. Retrieved 2020-05-30.
9. ↑  Joseph M. Murphy; Mei Mei Sanford. Reviewed Work(s): Osun across the Waters: A Yoruba Goddess in Africa and the Americas. The International Journal of African Historical Studies > Vol. 34, No. 3 (2001)
10. ↑  Peter Probst. Osogbo and the Art of Heritage. Monuments. Deities, and Money. Bloomington: Indiana University Press, 2011
11. ↑  "Mbari Mbayo Club | African arts club". Encyclopedia Britannica (بالإنجليزية). Archived from the original on 2023-10-05. Retrieved 2020-05-30.
12. ↑  "Osogbo Progressive Union: An Indivisible Body". OsunDefender (بالإنجليزية الأمريكية). 1 Mar 2022. Archived from the original on 2023-10-10. Retrieved 2022-07-20.
13. ↑  "How flood ravaged communities in Osogbo, Erin-Osun". www.vanguardngr.com. مؤرشف من الأصل في 2021-10-04. اطلع عليه بتاريخ 2023-09-24.
14. ↑  "Osogbo Weather & Climate | Temperature & Weather By Month - Climate-Data.org". en.climate-data.org. مؤرشف من الأصل في 2023-10-05. اطلع عليه بتاريخ 2022-11-25.
15. ↑  Bamigbola, Bola (9 Aug 2023). "Health concerns cast shadow over Osun-Osogbo festival". Punch Newspapers (بالإنجليزية الأمريكية). Archived from the original on 2023-11-15. Retrieved 2023-09-30.

- موقع التراث العالمي بستان أوسون-أوسوغبو المقدس
- تاريخ موجز لأتاوجا أوسوغبو
- مرحبا بكم في الصفحة الرئيسية لمدينة أسوغبو